# Sur la plage de Trouville
 (31 mars 2024).
Sur la plage de Trouville est une œuvre de 1865 peinte par Eugène Boudin et appartenant au mouvement impressionniste. En effet, le peintre a choisi un sujet de la vie contemporaine : la fréquentation des plages.
Un autre tableau de 1864 est une huile sur toile de 67 × 104 cm conservée au Minneapolis Institute of Art.

## Histoire
C'est l'une des nombreuses peintures d'Eugène Boudin sur la côte normande. Vers 1862, il commence à travailler à Trouville, une station balnéaire desservie par les nouvelles lignes de train en provenance de Paris. Là, les citadins aisés profitent d'un nouveau type de vacances : les vacances à la plage. 
Les scènes de plage de Boudin, nouveau sujet de peinture, se vendent rapidement aux collectionneurs parisiens. La plupart étaient plus petits que cela - juste la taille des salons parisiens.

### Les Bains de mer
À la fin du XVIIIe siècle, on se rend compte qu'il est bon de se laver. Par conséquent, les bains sont bons, et la mer aussi. Cependant, à la grande différence de l'époque actuelle où le corps est pratiquement entièrement visible sur les plages, les bains de mer du XIXe siècle ne permettent pas de se montrer aussi dénudés. Les femmes, totalement habillées, étaient amenées par une cabine roulante au bord de l'eau, se déshabillaient dedans, allaient dans l'eau puis remontaient ensuite dans se rhabiller. D'autre part, à l'époque, il faut être blanc pour être beau, et c'est pourquoi on se protégeait du soleil.

## Description de l'œuvre
Sur le tableau figure au premier plan la plage, puis la mer, des femmes, des enfants, des hommes tous habillés ; ainsi qu'un très grand ciel, caractéristique du pinceau d'Eugène Boudin.
Certaines personnes ont effectivement nagé (portant les nouveaux maillots de bain audacieux), mais beaucoup se sont rassemblées juste pour profiter de l'air marin et socialiser.